# Сербін Олег Олегович
Оле́г Оле́гович Се́рбін (26 березня 1982, м. Боярка, Київська обл., Україна) — український бібліотекар, доктор наук із соціальних комунікацій, кандидат історичних наук, старший науковий співробітник, генеральний директор Національної бібліотеки України імені Ярослава Мудрого, професор Навчально-наукового інституту Київського національного університету культури і мистецтв та кафедри архівознавства та спеціальних галузей історичної науки Київського національного університету імені Тараса Шевченка, член Президії Української бібліотечної асоціації. Провідний фахівець у галузі систематизації, індексування та бібліотечно-інформаційних класифікацій в Україні. 4 квітня 2018 року переміг у виборах на посаду Генерального директора Національної бібліотеки України ім. В. І. Вернадського.

## Освіта
- 2000—2004 — Київський національний університет культури і мистецтв, факультет Документальних комунікацій і міжнародної інформації Спеціалізація: «Книгознавець, менеджер видавничої діяльності» Червоний диплом.
- 2004—2007 — Аспірантура НБУВ Національної академії наук України
- 2008 — Здобув науковий ступінь «Кандидат історичних наук», 29 травня 2008 року захистив дисертацію на тему: «Історія, сучасний стан та перспективи розвитку бібліотечно-бібліографічних класифікацій в Україні» за спеціальністю 07.00.08 — «Книгознавство, бібліотекознавство, бібліографознавство».
- 2009—2010 — Переможець конкурсу проектів науково-дослідних робіт молодих учених НАН України та отримання Гранту НАН України на проведення науково-дослідної роботи «Еволюція класифікацій наук та бібліотечно-бібліографічних класифікацій»
- 2010—2012 — Переможець конкурсу на здобуття стипендії НАН України для молодих вчених; стипендіат НАН України[5]
- 2012 — Здобув наукове звання «Старший науковий співробітник» зі спеціальності «Книгознавство, бібліотекознавство, бібліографознавство»
- 2016 — Здобув науковий ступінь «Доктор наук із соціальних комунікацій». 6 жовтня 2016 року захистив дисертацію на тему: «Бібліотечна систематизація наукової інформації: теоретико-методологічні засади розвитку» за спеціальністю 27.00.03 — «Книгознавство, бібліотекознавство, бібліоргафознавство»[6].

## Професійна діяльність
- 2001 — провідний бібліограф відділу Державних поточних бібліографічних покажчиків у Книжковій палаті України імені Івана Федорова.
- 2002—2004 — Київський національний університет культури і мистецтв на посаді інженера-програміста кафедри книгознавства та видавничої діяльності, а згодом старшим лаборантом відділу профорієнтаційної роботи.
- 2003 — обіймає посаду наукового співробітника відділу Наукової підготовки державних поточних бібліографічних покажчиків в Книжковій палаті України імені Івана Федорова.
- 2004 — завідувач відділу Наукової підготовки державних поточних бібліографічних покажчиків Книжкової палати України імені Івана Федорова.
- з квітня 2006 — Національна бібліотека України імені В. І. Вернадського (НБУВ) працівник у відділі розробки та підтримки електронного каталогу Центру комп'ютерних технологій на посадах молодшого наукового співробітника, виконуючого обв'язки (в.о.) наукового співробітника;
- 2008 — захист дисертаційної роботи на здобуття наукового ступеня кандидата історичних наук «Історія, сучасний стан та перспективи розвитку бібліотечно-бібліографічних класифікацій в Україні».
- 2009 — науковий співробітник Національної Бібліотеки України ім. В. І. Вернадського.
- 2010 р. — Інституті бібліотекознавства НБУВ на посаді в.о. старшого наукового співробітника. Виходить друком монографія «Бібліотечно-бібліографічні класифікації: історична еволюція та сучасні тенденції розвитку»
- 2011 р. — в.о. завідувача відділу систематизації НБУВ.
- 2013 — очолює відділ наукового опрацювання документів у Національній бібліотеці України ім. В. І. Вернадського. Відновлює викладацьку діяльність: спецкурси «Наукове класифікування» та «Сучасна систематизація інформації» на посаді доцента кафедри Книгознавства і бібліотекознавства у Київський національний університет культури і мистецтв.
- З 1 грудня 2014 — директор Наукової бібліотеки ім. М.Максимовича Київського національного університету імені Тараса Шевченка
- З 1 вересня 2017 — доцент кафедри видавничої справи та редагування Київського національного університету імені Тараса Шевченка; професор кафедри соціальних комунікацій та інформаційних наук Київський національний університет культури і мистецтв;
- З 1 грудня 2022 року — в. о. генерального директора Національної бібліотеки України імені Ярослава Мудрого.
- З 5 червня 2024 року — генеральний директор Національної бібліотеки України імені Ярослава Мудрого.

## Громадська діяльність
З 2006 по 2014 рр. брав активну участь у науково-організаційній, методичній та культурно-просвітницькій роботі НБУВ, у тому числі, працював у складі оргкомітетів наукових конференцій та робочих груп з удосконалення бібліотечних процесів. З 2009 року був заступником голови профкому та заступником голови Ради молодих вчених Національної бібліотеки України ім. В. І. Вернадського, з 2010 року повноважний представник Національної бібліотеки України ім. В. І. Вернадського в складі Технічного комітету стандартизації «Інформація і документація» (ТК 144) Українського інституту науково-технічної і економічної інформації.
3 2015 року керівник Секції університетських бібліотек Української бібліотечної асоціації.
З 2017 року очільник комісії з впровадження Універсальної десяткової класифікації в Україні.
3 2018 року член Президії Української бібліотечної асоціації.
Є членом Видавничої ради при Департаменті суспільних комунікацій виконавчого органу Київської міської ради (Київської міської державної адміністрації).

## Напрямок досліджень
Олег Сербін займається дослідженнями методології створення та використання бібліотечно-бібліографічних класифікаційних систем, дослідження еволюції класифікаційних систем, історико-технологічні особливості еволюції систематичного каталогу бібліотеки, представлення інформаційно-пошукових мов у веборієнтованих системах, систематизація бібліографічної інформації.

## Вибрана бібліографія
1. Сербін О. Систематизація інформації в контексті розвитку класифікацій наук: монографія / Олег Сербін. — К. : ВПЦ «Київський університет», 2015. — 431 с.
2. Сербін О. Бібліотечно-бібліографічні класифікації: історична еволюція та сучасні тенденції розвитку / НАН України; Національна бібліотека України ім. В. І. Вернадського / Олексій Семенович Онищенко (наук.ред.). — К. : НБУВ, 2009. — 139 с.
3. Сербін О. Підвищення ефективності пошукових інструментів у контексті розвитку індексування інформаційних ресурсів / Олег Сербін // Наук. пр. Нац. б-ки України ім. В. І. Вернадського. — К., 2013. — № 35. — С. 39 — 48.
4. Сербин О. Состояние библиотечных классификаций в Украине: надёжность реалий — в реалистичности надежд / Олег Сербин // Научные и технические библиотеки. — 2013. — № 6. — 76 — 83.
5. Сербин О. Развитие классификационных систем как объект исследования, в аспекте эволюции и оптимизации систематизации информации/ Олег Сербин // Вісник Одеського національного університету / Серія «Бібліотекознавство. Бібліографознавство. Книгознавство». — 2012. — Т. 17, Вип. 2 (8). — С. 134—140.
6. Сербін О. Систематичність та систематизаційність організації інформації як основні принципи відображення наукового знання в межах каталогу сучасної бібліотеки / Олег Сербін // Бібл. вісн. — 2012. — № 2. — С. 3-10.
7. Сербін О. Історико-технологічні особливості еволюції систематичного каталогу бібліотеки: досвід майбутнього у новизні минулого / Олег Сербін // Бібл. вісн. — 2012. — № 4. — С. 3-12.
8. Сербін О. Система управління знаннями, як складова наукотворення / Олег Сербін // Наук. пр. Нац. б-ки України ім. В. І. Вернадського. — К., 2011. — № 32. — С. 349—357.
9. Сербін О. «Таблиця відповідності скорочених варіантів УДК і ББК», як приклад спроби консолідації різно-структурних класифікаційних систем / Олег Сербін // Бібл. вісн. — 2011. — № 4. — С. 29-32.
10. Сербін О. Концептуальне представлення предметності тріади з позиції класифікації наук стоїків / Олег Сербін // Вісн. Кн. палати. — 2010. — № 1. — С. 37-42.
11. Сербін О. Еволюція схоластичної класифікації наук в рамках еманації теологічного вчення / Олег Сербін // Наук. пр. Нац. б-ки України ім. В. І. Вернадського. — К., 2009. — № 23. — С. 27-34.
12. Сербін О. Конгломерат інформаційно-пошукових мов як консолідаційна модель загального механізму впорядкування та пошуку бібліографічної інформації / Олег Сербін // Бібліотечний вісник. — 2008. — № 1. — С. 3-10.
13. Сербін О. Систематизація читання як наслідок формування класифікаційної системи (на прикладі класифікації наук Гуго Сен-Вікторського) / Олег. Сербін // Вісник Книжкової палати . — 2009. — № 8. — С. 33-37.
14. Сербін О. Наукова еволюція досліджень бібліо-інформаційної ноосфери в контексті безапеляційності професійного зростання/ Олег Сербін // Вісн. Кн. палати. — 2019. — № 12. — С.48-50.
15. Сербін О. О. Університетські бібліотеки: запорука змін у наслідку щоденної роботи / Сербін Олег Олегович // Друга міжнар. наук. конф., м. Київ, 16-18 травня 2019 р. — Київ: Видавництво Ліра-К, 2019. — С. 56-58.
16. Сербин О. О. Внедрение универсальной десятичной классификации на государственном уровне — путь к цивилизованному диалогу с миром (украинский опыт) / О. О. Сербин // Кітапхана — тарихи білім орталығы: халықаралық ғылыми-практикалық конф. материалдары = Библиотека как центр исторических знаний: материалы междунар. науч.-практ. конф. / [құраст. М. А. Таженова ; бас ред. Ш. Б. Шахметова]. — Павлодар, 2019. — Б. 187—192.
17. Взаємодія книжкових трапдицій Білорусі й України в XVI — на початку XIX століття / Олег Сербін, Олесь Суша, Дмитро Лукін // Анотований збірник проектів спільного конкурсу ДФФД — БРФФД. — 2018 — С. 162—166.
18. Оцінювання стратегії розвитку наукової бібліотеки дослідницького університету в контексті практичної реалізації та окреслення подальших перспектив / Олег Сербін, Максим Ситницький // Бізнес-Інформ. — 2018 — № 1. — С. 117—127.
19. Перспективи розвитку наукових бібліотек дослідницьких університетів України в контексті імплементації європейського досвіду / Олег Сербін, Максим Ситницький // Проблеми Економіки. — 2018 — № 1(35). — С. 115—121.
20. Сербін О. Індексування ресурсів в Україні на шляху до інтеграції в міжнародний інформаційний простір / О. Сербін // VII Міжнародна науково-практична конференція «Сучасна інформаційно-бібліотечна освіта: європейські орієнтири»: збірник матеріалів / Укр. бібл. асоц. ; редкол. : В. С. Пашкова, О. В. Воскобойнікова-Гузєва, В. В. Загуменна, І. О. Шевченко, Я. Є. Сошинська. — Електрон. вид. — Київ: УБА, 2017. — С. 61-64.
21. Сербин О. Некоторые аспекты стратегических поисков развития университетской библиотеки: от задач до их реализации / О. Сербин // Кітап. Уақыт. Қоғам: V халықаралық ғылыми-практикалық конференция материалдары = Книга. Время. Общество: материалы V международной научно-практической конференции / құраст. М. А. Таженова; бас ред. А. Нухулы. — Павлодар: ПМПИ, 2017. — Б. 275—271.